# Elda Mazzocchi Scarzella
Elda Mazzocchi, coniugata Scarzella (Milano, 14 dicembre 1904 – Milano, 6 maggio 2005), è stata una pedagogista, scrittrice, saggista ed operatrice sociale italiana.

## Biografia

### La permanenza in Sardegna
Elda Mazzocchi nasce a Milano nel 1904, figlia dell'architetto Cesare Mazzocchi e nipote dell'ingegner Luigi, progettista del Cimitero Maggiore. Suo cugino è Dino Risi, figlio di sua zia Giulia Mazzocchi. Si sposa nel 1921 con Enzo Scarzella, ingegnere minerario, e nel 1922, all'età di 18 anni, si trasferisce in Sardegna, a Domusnovas, dove il marito lavorava.
È proprio al suo arrivo a Domusnovas che Elda Mazzocchi si scontra con la cultura tradizionale del paese sardo: un padre aveva appena ucciso la figlia scoperta incinta e la reazione che percepiva nel paese era soltanto un lugubre mormorio.
Anche la mortalità infantile tra i figli dei minatori era alta ed Elda Mazzocchi cercò di arginarla con la creazione di giardini d'infanzia, tra il 1922 ed il 1933, creati proprio per arginare l'alta mortalità infantile diffusa tra i figli dei minatori.
In Sardegna queste esperienze umane e tragiche, assieme a quella della propria maternità (ebbe due figli, Isabella nel 1922 ed Alberto nel 1926), hanno fatto crescere e maturare in Elda Mazzocchi il profondo convincimento dell'idea e della passione per la centralità della donna in quanto madre, come momento centrale e causale della formazione degli individui e della società.
In Sardegna quindi si dedica alla famiglia ed alla creazione, nel 1923, di un asilo nido aperto ai bambini figli dei minatori ed alle loro giovani madri, ed anche una mensa materna aperta anche ai bambini del paese.

### Il ritorno a Milano e l'assistenza ai profughi di guerra
Rientra a Milano nel 1933.
Già durante la guerra Elda Mazzocchi si era occupata dell'assistenza alle famiglie dei ricercati e dei deportati politici, ma dopo la liberazione della città di Milano (25 aprile 1945), prima presta aiuto alle famiglie bisognose, ai profughi ed agli sbandati del dopoguerra: nell'aprile del 1945, il capoluogo lombardo diventa il centro di raccolta e di smistamento di migliaia di profughi reduci dai campi di concentramento della Germania e della Polonia ed anche dai territori di guerra nella lontana Russia di cui a lei fu assegnata l'assistenza; l'ufficio prese il nome di Osservatorio di Assistenza con sede presso l'Unione femminile nazionale, prefigurando i futuri Consultori Familiari.
Elda, insieme a tanti altri, si precipita in bici ad accoglierli alla Stazione Centrale, dove arrivano i primi convogli. Per dieci giorni lavora giorno e notte alla stazione, ed il 15 maggio del 1945 il Comitato di Liberazione Nazionale del Nord Italia le affida ufficialmente l'assistenza a tutti i rimpatriati della città di Milano. Elda organizza i primi soccorsi aiutata dai numerosi volontari. Tra i tanti casi che le si presentavano, anche quelli di madri arrivate dalla Germania che non volevano che i loro figli venissero portati nei brefotrofi.
Fu in quel contesto che l'interesse di Elda Mazzocchi nell'aiutare il prossimo trovò uno sbocco definitivo, non solo per i problemi della maternità, specialmente quella non protetta da una famiglia, ma anche per lo sviluppo psicologico dei figli, valutando i rapporti tra le devianze giovanili che approvavano al Tribunale dei Minori e le carenze di affetto e sicurezza che quei soggetti avevano sofferto nel primo anno di vita.

### La fondazione delVillaggio della Madre e del Fanciullo
Elda Mazzocchi così, anche grazie alla collaborazione instaurata con l'imprenditore e missionario laico Marcello Candia, da sei prefabbricati sistemati nel giardino di Palazzo Sormani fa nascere nel 1945 l'istituzione assistenziale “Villaggio della Madre e del Fanciullo” da lei fondata.
L'inaugurazione del “Villaggio” avvenne il 12 ottobre 1945 con il matrimonio, celebrato nella Cappella stessa del Palazzo (sede per cinque anni dell'istituzione, sino 12 settembre 1950), di una delle reduci sposatasi con un giovane marinaio da cui aveva avuto un bambino che venne battezzato lo stesso giorno.
Il “Villaggio” poi fu trasferito nell'attuale sede (inaugurata il 12 ottobre 1957, su un'area di 4.000 m² nel quartiere milanese QT8 (Quartiere Sperimentale dell'Ottava Triennale vicino alla vecchia Fiera di Milano) in via Goya, progettata dall'architetto Alberto Scarzella, secondo figlio della fondatrice (la prima fu Isabella, detta Donnino).
Alla fine del 1945, Elda Mazzocchi lascia il marito Enzo Scarzella e la sua bella casa, per andare a vivere vicino al “Villaggio” (in modo da potersi dedicare pienamente alla sua crescita e sviluppo), dedicato all'assistenza delle giovani madri ed ai loro bambini in condizioni di svantaggio.
Nel 1952 il “Villaggio” si è costituito come ente morale laico con lo scopo di offrire alle madri in difficoltà e ai loro figli l'ospitalità e l'inserimento nella vita del “Villaggio”, in un contesto di convivenza familiare.
Dalla sua fondazione (1945), la struttura ha dovuto attraversare diverse vicissitudini finanziarie, riuscendo sempre a rialzarsi, grazie a molti generosi benefattori (nel 1985 un intervento in extremis della cantante Fiordaliso, che mobilita l'attenzione dei media con una conferenza stampa in cui rende pubblica la sua storia di madre nubile e la sua esperienza di ospite al “Villaggio”, e incide apposta un disco, devolvendo poi tutto il ricavato, ne garantisce la sopravvivenza).
Nel corso del tempo il “Villaggio” è cresciuto molto adattandosi ai nuovi tempi e migliaia furono le donne ed i bambini che negli anni hanno trovato accoglienza, cure e sostegno, nell'istituzione creata e personalmente diretta da Elda Mazzocchi finché ha avuto la forza di farlo. Il “Villaggio” fu un centro di elaborazione culturale, pedagogica e psicologica che seppe fare “scandalo” negli anni ‘50 nel combattere il ghetto degli istituti, per dare dignità ed autonomia a giovani donne disperate, rifiutate dalla società, fu centro propulsore in tutto il mondo di una nuova cultura dei diritti dell'infanzia, al punto che il suo modello è tuttora studiato in Europa e negli Stati Uniti d'America.
L'Associazione Onlus da lei fondata e presieduta, collegata alla struttura d'accoglienza, offre ospitalità in tre case-comunità (denominate la Cedro, la Lagestroemia e la Magnolia) educative a gestanti, madri e bambini in condizioni di svantaggio.
Rispetto ad altre istituzioni assistenziali del tempo, nel “Villaggio” non vi erano condizioni prestabilite per l'accettazione e vi erano accolte madri bisognose di assistenza, senza distinzione tra madri legittime (come donne profughe, sfrattate, con marito in carcere o disoccupato, vedove, abbandonate, convalescenti, dimesse dalla clinica dopo il parto) e madri illegittime (giovani cacciate dalla famiglia, abbandonate, in attesa di regolarizzare la situazione con il marito). Grazie alla sua buona organizzazione, il “Villaggio” poté accogliere eccezionalmente anche bimbi senza madre e qualche caso di non maternità, come quello di tre ragazze profughe forestiere. Il ricovero non aveva una scadenza prestabilita per favorire nelle madri fiducia nel futuro, un allattamento sereno e la ricerca di una adeguata sistemazione dopo la dismissione dal “Villaggio”.

### L'evoluzione della struttura d'accoglienza
Rispetto al passato ora si presentano molte madri alla seconda gravidanza, con situazioni matrimoniali particolarmente difficili, o giovani donne che fuggono da famiglie problematiche, o ragazze incinte con alle spalle storie di abusi e maltrattamenti.
La composizione della struttura invece è rimasta sempre la stessa: tre piccole case - la Cedro, la Lagerstroemia e la Magnolia - organizzate in modo da ricreare un clima familiare, con spazi in comune per tutte le donne ospitate - cucina, sala da pranzo e soggiorno - e spazi privati (le camere) dove le madri vivono con i loro bambini.
È presente inoltre un Nido riservato a bambini compresi tra i 10 mesi ed i 3 anni di età che ha la finalità di sviluppare e far crescere il rapporto genitori-figli.
È attiva anche una Casa del Parto, che permette alle gestanti di non dover lasciare la struttura per andare in ospedale ed un asilo nido che accoglie bambini da 1 e 3 anni. È attivo presso la struttura anche un Consultorio familiare in cui nel proprio ambulatorio, avvalendosi di medici specialistici, offre assistenza ostetrica, ginecologica, pediatrica, psicologica e sanitaria in genere.

## Riconoscimenti e morte
Elda Mazzocchi fu insignita della Civica Medaglia D'Oro dal Sindaco di Milano, l'avvocato Antonio Greppi (primo sindaco del capoluogo lombardo dopo la liberazione dall'occupazione dei tedeschi), che le concesse nel 1945 i giardini di Palazzo Dugnani per dar vita al suo primo “Villaggio”.
Nel 1998 vince il Premio Alghero Donna sezione narrativa.
Al centro di accoglienza Elda Mazzocchi ha dedicato tutta la propria vita, rimanendo Presidente Onoraria fino alla morte nel 2005.
Elda Mazzocchi Scarzella è morta centenaria a Milano, sua città natale, il 6 maggio del 2005 alla vigilia della festa della mamma, una ricorrenza che aveva sempre vissuto in modo speciale al villaggio con le sue madri e le sue bambine. Viene cremata, e le sue ceneri vengono deposte nella tomba di famiglia nel Cimitero Monumentale.
Il 10 maggio 2005 il presidente del consiglio comunale di Milano Vincenzo Giudice, ha invitato i colleghi ad un minuto di silenzio in onore di Elda Mazzocchi Scarzella.
Il 2 novembre 2005 al suo nome vengono conferiti gli onori del Famedio del Cimitero Monumentale.

## Libri pubblicati
Nel 1950, quarantaseienne, Elda Mazzocchi ha pubblicato il saggio intitolato “Pedagogia sociale applicata: Lezioni del corso di didattica, gennaio-maggio 1950” (Carlo Marzorati Editore).
Nel 1975, all'età di 71 anni, pubblica una monografia intitolata “Lasciatemi giocare” (Rizzoli Grafica).
Nel 1985, ottantunenne, ha pubblicato la propria autobiografia “a Milano dal 25 aprile 1945 liberazione. Dall'arrivo dei primi reduci al Villaggio della Madre e del Fanciullo” (Giessea Edizioni).
Nel 1998, a 94 anni, ha pubblicato un'altra autobiografia intitolata “Percorso d'Amore” (Giunti Editore).

## Opere
- Pedagogia sociale applicata: Lezioni del corso di didattica, gennaio-maggio 1950 (Carlo Marzorati Editore, Milano 1950)
- Lasciatemi giocare (Rizzoli Grafica, Milano 1975)
- a Milano dal 25 aprile 1945 liberazione. Dall'arrivo dei primi reduci al Villaggio della Madre e del Fanciullo (Giessea Edizioni, Milano 1985)
- Percorso d'amore (Giunti Editore, Firenze-Milano 1998)